# Ernst Ludwig Schwimmer

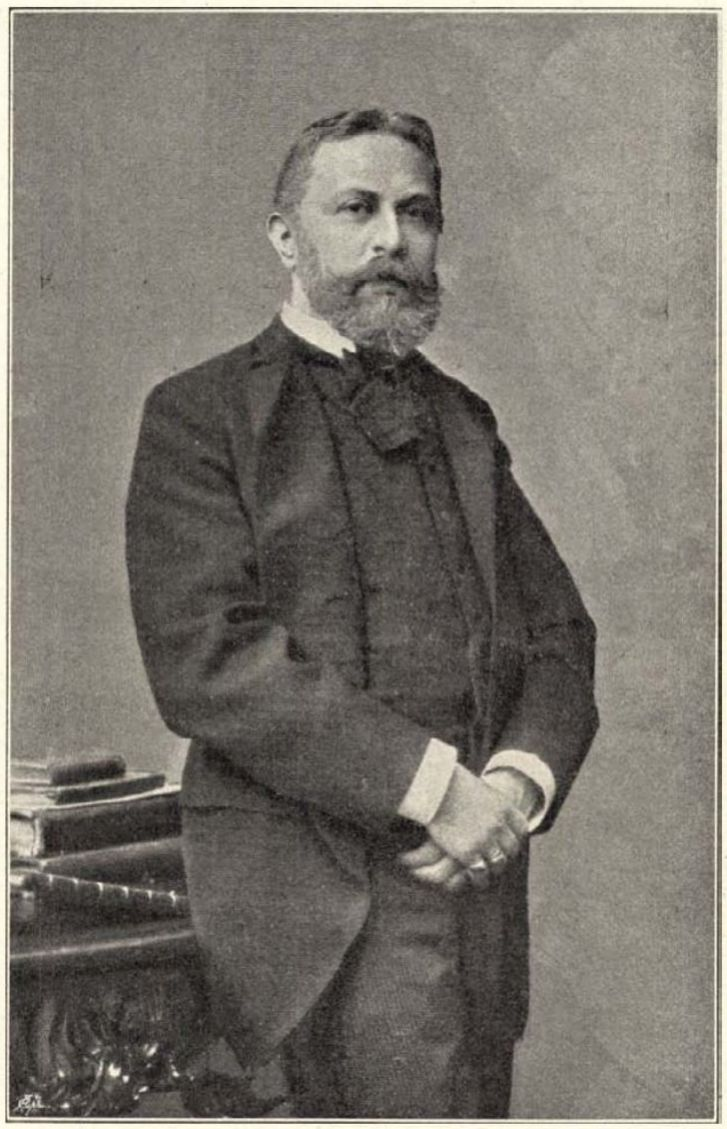
Ernst Ludwig Schwimmer (1897)

Ernst Ludwig Schwimmer  (* 14. November 1837 in Budapest (Pest); † 25. Februar 1898 ebenda) war ein ungarischer Mediziner (Dermatologie).
Schwimmer studierte Medizin in Pest (damals wurde dort noch in Deutsch unterrichtet) und Wien, wo er 1861 promoviert wurde. Seine akademischen Lehrer waren Johann Oppolzer und Josef von Škoda. Danach war er Sekundararzt am Allgemeinen Krankenhaus in Wien, wo er sich bei Ferdinand von Hebra auf Dermatologie spezialisierte. 1865 ging er zurück nach Budapest. Auf einer Orientreise, die ihn auch nach Ägypten führte, untersuchte er die Krankheiten des Orients (auch mit Autopsien). 1871 habilitierte er sich in Budapest in Dermatologie und wurde 1879 außerordentlicher Professor für Dermatologie an der Universität. Er etablierte das Fach dort und setzte eine moderne dermatologische Abteilung am städtischen Krankenhaus durch (120 Betten), deren Chefarzt er war.
Von ihm stammt das erste ungarische Lehrbuch der Dermatologie (1874).
Er trug zur Real-Encyclopädie der gesammten Heilkunde von Albert Eulenburg bei.

## Schriften
- Medizinische Studien in Ägypten (Ungarisch), 1864, 1865
- Dermatologie (Ungarisch), Budapest 1874
- Leukoplakia buccalis, Wien 1878
- Über Lepra in Ungarn, Budapest 1880
- Die neuropathischen Dermatonosen, Wien 1883
- Der heutige Stand der Syphilistherapie (Ungarisch), Budapest 1885
- Beiträge zu Albert Eulenburgs Real-Encyclopädie der gesammten Heilkunde. Erste Auflage.
  - Band 8 (1881) (Digitalisat), S. 232–260: Lepra; S. 285–287: Leukoplakia buccalis
  - Band 9 (1881) (Digitalisat), S. 59–64: Miliaria
  - Band 10 (1882) (Digitalisat), S. 94–99: Onychogryphosis; S. 99–100: Onychomykosis; S. 655–658: Pityriasis; S. 673–674: Plica polonica
  - Band 13 (1883) (Digitalisat), S. 655–657: Trichorrhexis
  - Band 15 (1883) (Digitalisat), S. 14–18: Xanthom